# الهاربات (فلم)
الهاربات هو فيلم دراما مصري من إخراج ناجي أنجلو وبطولة محيي إسماعيل، إلهام شاهين، حسين الشربيني، نبيلة كرم، عزة جمال وفريدة سيف النصر، صدر الفيلم في 16 مارس 1987.

## نبذة
تتعرض سيارة السجن التى تقل بعض النزيلات لترحيلهن إلى السجن إلى حادث، وتتمكن أربع فتيات من الهرب، هن عفاف المحكوم عليها بالسجن المؤبد لاتهامها بقتل أبيها، زينات المتهمة في قضية دعارة، جمالات المتهمة بحيازة المخدرات، سنية المتهمة في قضية نشل، وتحاول الشرطة البحث عهن.

## طاقم العمل
- محيي إسماعيل بدور سمير -شمبر [1]
- إلهام شاهين بدور قمر-عفاف
- حسين الشربيني بدور سعيد
- نبيلة كرم بدور زينات
- عزة جمال بدور جمالات[2]
- فريدة سيف النصر بدور الست لولا

## وصلات خارجية
- مقالات تستعمل روابط فنية بلا صلة مع ويكي بيانات